# Retaule de Sant Bernadí i l'Àngel Custodi
El Retaule de Sant Bernadí i l'Àngel Custodi és un retaule d'estil gòtic obra de Jaume Huguet realitzat entre 1462-1475 per a la capella dels Esparters i Vidriers de la catedral de Barcelona. Actualment se'n conserven onze taules, algunes desmembrades i parcialment mutilades, al Museu Catedralici de Barcelona.
Es desconeix l'estructura exacta que va tenir, ja que va ser desmuntat durant el renaixement i les seves taules varen servir per a fer respatllers de bancs de la catedral. L'any 1936, en apartar els bancs de la paret per fer unes obres, es varen descobrir i s'inicià la seva recuperació i restauració.
El retaule pertany a un període en què Barcelona és testimoni de la superació del gòtic cortesà en favor dels dictats flamencs amb els cànons de Jaume Huguet implantats.

## Història

### Capella de Sant Bernadí
La que avui és la tercera capella del costat de l'Evangeli de la catedral de Barcelona va ser la darrera capella construïda a la segona fase que va acabar a mitjan segle xiv. El 1349 va ser consagrada sota l'advocació de sant Marc, traslladant-s'hi el Gremi dels Sabaters que, fins a aquell moment, havia estat a una capella del claustre. El 1431, però, els sabaters es varen traslladar a la capella del costat, de nova factura i major capacitat, fet que varen aprofitar per instal·lar, als pocs anys, un retaule de Bernat Martorell amb la predel·la de la Flagel·lació de Jaume Huguet que es conserva al Louvre.
La capella que varen deixar lliure va restar sense culte fins que, el 1459, el Gremi d'Esparters i el dels Vidriers es varen unir per ocupar-la sota l'advocació de sant Bernadí i l'àngel custodi.

### Retaule
La concessió de la capella comportava la construcció d'un retaule en menys de quatre anys, raó per la qual varen encarregar la seva realització a Jaume Huguet el 22 de febrer de 1462, segons consta en una acta davant el notari Antoni Johan. No es compta amb cap altre document que confirmi la data real de realització. En opinió de Verrié i Ainaud, l'estil i tècnica de la predel·la la situen al voltant de 1466, si bé algunes taules del cos central com la Pietat o la Crucifixió són del darrer període d'Huguet i cal datar-les entre 1470 i 1480. Els clars canvis estilístics que es detecten indiquen que els lliuraments de l'obra es van anar fraccionant en el temps, degut segurament a dificultats econòmiques.
Les discrepàncies entre els dos gremis varen aconsellar el capítol a mantenir el Gremi dels Esparters a la capella i traslladar el dels Vidriers a la capella de sant Miquel Arcàngel, a la girola.
Tot i no comptar amb registres que certifiquin la seva datació, sí que apareix esmentat a les visites pastorals de 1496, la del bisbe Joan de Cardona de 1530 on es fa una descripció iconogràfica, i la de 1578.

### Substitució
El retaule gòtic de sant Bernadí va ser substituït per un d'estil neoclàssic el 1783 el qual va ser destruït durant la guerra civil. Posteriorment, a la capella de Sant Bernadí es va instal·lar el que actualment es pot observar, d'estil barroc, datat el 1705 i amb les imatges de Sant Bernadí de Siena, Sant Miquel arcàngel i Sant Antoni de Pàdua. Aquest darrer retaule, que havia estat abans en una capella del claustre, va ser finançat per Jeroni de Magarola i Grau, comte de Quadrells.
Es desconeixia el destí del retaule gòtic d'Huguet fins que l'any 1936, amb motiu de les obres que s'havien de realitzar a la capella de Sant Bernadí de Siena, va caldre apartar els grans bancs que hi havia adossats a les parets de la capella i es va descobrir que havien estat construïts amb taules serrades i clavades que provenien de l'anterior retaule gòtic de la capella. Des d'aquell moment es va posar en mans de la comissaria de museus, que les va traslladar a Olot, ciutat on havien estat traslladades moltes obres d'art per protegir-les dels efectes de la guerra civil espanyola. Posteriorment varen ser traslladades a Darnius i, el maig de 1939, es varen retornar al capítol de la catedral de Barcelona. El 1941 va formar part d'una exposició d'objectes religiosos del segle xv i XVI al palau de la Virreina.

## Dades de context

### L'autor
Jaume Huguet (Valls 1412 - Barcelona 1492) fou un pintor gòtic català amb un estil que va evolucionar del gòtic internacional cap a les innovacions incorporades des de la pintura flamenca. La seva formació es va realitzar entre València, Tarragona i Barcelona, si bé no es descarta que pogués haver visitat Sardenya o Nàpols, que formaven part de la Corona d'Aragó. Va desenvolupar la seva màxima activitat a Barcelona a partir de 1448, on va crear un taller que pràcticament va monopolitzar la realització de retaules a Catalunya durant la segona meitat del segle xv, un cop morts Bernat Martorell i Lluís Dalmau. El seu taller va incorporar els seus deixebles i també membres de la família Vergós amb qui va mantenir una estreta relació personal i que són considerats coautors d'aquest retaule.
Una part important de la seva obra s'ha perdut en revoltes que han destruït les esglésies que les contenien i la majoria d'obres conservades són panells de retaules que han estat desmuntats.
En opinió de Verrié i Ainaud, Huguet va comptar amb un col·laborador per a la realització de certes taules, especialment a les tres escenes de la vida del sant. Basant-se en obres documentades de la família Vergós com el Retaule de Granollers o el Retaule de Sant Sebastià i Santa Tecla, aquests historiadors han identificat la participació de Rafael Vergós com a aquest col·laborador.

### Estil
El retaule pertany a un període en què Barcelona és testimoni de la superació del gòtic cortesà en favor dels dictats flamencs amb els cànons de Jaume Huguet implantats.
Es pot identificar una similitud d'estil amb la resta d'obres d'Huguet de les taules de la predel·la i de l'àtic. Per contra, les taules centrals mostren algunes diferències, probablement per una diferència cronològica entre elles.
A la predel·la, el cabell ondulat de l'àngel que hi ha a la taula de l'esquerra és molt diferent del de les taules centrals referides a aquest personatge, que s'assemblen més a la imatge de sant Miquel del Retaule del Gremi dels Revenedors del mateix autor, especialment a l'escena del miracle del Mont Saint-Michel i a la figura de la taula central que, malgrat tenir molts repintats, conserva part dels cabells amb pintura original.
Algunes taules presenten una alta concentració de personatges i objectes que no permeten comptar amb espais de context i plans diferenciats i, en conseqüència, amb pocs virtuosismes en el tractament de la perspectiva. Un element que acostuma a tenir un paper important en el tractament de la perspectiva són les construccions de murs amb carreus com les de la taula central o la del miracle de sant Bernadí de la predel·la. Huguet supera la dificultat de dibuix dels carreus, matacans i merlets amb un lleu escorç, però sense fórmules de paral·lelisme o proporcionalitat que segur que dominava, com ho demostra el tractament que fa a la taula de «l'aparició de Pere Celestí», on la cabana de mig pla està dibuixada en perspectiva cavallera, cap a l'esquerra, i dins el paviment ortogonal té una fuga cap al centre.
La taula dreta de la predel·la amb el miracle de Sant Bernadí a Màntua comparteix estil amb les altres dues taules veïnes amb paisatges de fons clarament huguetians. També s'observen similituds entre els dos personatges del darrere d'aquesta taula i la del Miracle del Mont Saint-Michel de l'esmentat Retaule de sant Miquel.
Al Calvari, la figura de Crist guarda una forta similitud amb la del Retaule de Pertegàs on, per contra, no hi ha les figures dels lladres. Respecte a l'únic d'aquests personatges que es conserva, és molt similar al que hi figura al Retaule del Conestable, al de Sant Antoni Abat i al dels Revenedors. A la mateixa taula del Calvari, el Longinus és exactament igual al que apareix al Retaule de Pertegàs i molt similar al del Retaule de Sant Antoni Abat, el de Sant Miquel i el del Conestable.
La figura de Maria té la mateixa posició i també està sostinguda pels seus colzes des de darrere com al retaule de Pertegàs i al del Conestable, ara bé, si aquí és una de les tres Maries qui la sosté, als altres retaules el personatge és Sant Joan Baptista. Pel que fa al seu rostre, la major similitud es produeix amb la Mare de Déu que hi ha al Calvari del Retaule del Conestable.
Un altre personatge significatiu d'Huguet és un home barbut situat entre Longinus i el lladre bo. Es pot trobar a l'escena del pas del mar Roig, a les de l'àngel i al Retaule de Sant Vicenç de Sarrià a la taula dels miracles pòstums.
L'estil de la taula central és assimilable a la taula de «La consagració» del seu Retaule de Sant Agustí tant per la forma i ambientació com per l'ornamentació de la vestimenta del Sant Custodi amb rics brodats de figures de sants a l'orla del mantell. Ambdós mantells coincideixen a situar sant Pere i sant Pau a la part superior.
A les històries que corresponien al costat de l'epístola, l'estil canvia, és més dur, amb els plecs de les robes més marcats i un tractament diferent de les cares.
La taula del «Miracle de Rieti» conté força similituds amb l'escena del Retaule de Sant Agustí «Visió del nen Jesús i el misteri de la Trinitat», obra del membre del seu taller Pau Vergós. La posició del sant i el seu acompanyant i la forma de subjectar el llibre que porten a les mans són similars. Canvia totalment la forma i color de les robes, diferència entre l'hàbit del franciscà sant Bernadí i el bisbe sant Agustí. A la mateixa taula del Miracle de Rieti, el personatge central del grup on està sant Bernadí torna a estar present al Retaule de Sant Agustí, en aquest cas a la taula de la «Disputa de sant Agustí amb els heretges», on va acompanyant sant Agustí.
La rigidesa i convencionalisme dels plecs de les mànigues d'alguns personatges que s'observa a ambdues taules, és una prova més d'una autoria comuna.

#### Decoració en guix daurat
Les taules presenten quatre tipus d'estergits i estofats o fons d'or en relleu: el primer d'ells està a les tres taules de la predel·la, un segon es troba a la taula central, un tercer a la taula del Calvari i el darrer a les taules laterals amb les històries referents a l'Àngel i el sant.
L'estofat de la predel·la és un motiu decoratiu amb petits fulls i boletes simulant fruits o baies, que Huguet també va fer servir a «la Pietat» l'única taula conservada al museu Catedralici de Barcelona del desaparegut Retaule de Sant Esteve del gremi dels freners. També es va fer servir com a fons en una de les taules laterals del desaparegut Retaule de Sant Antoni Abat. Aquesta composició és molt similar a la decoració del Retaule del Conestable, de 1464. Cronològicament aquestes similituds situen la realització de la predel·la en el primer període artístic de l'autor. Per contra els altres tres tipus d'estofats presents al retaule no coincideixen amb cap de les obres del primer període d'Huguet, sinó que coincideix als utilitzats a les teles del Retaule de Sant Agustí que va ser finalitzat el 1486 i recull la darrera època del taller de l'artista.
El dibuix de la taula central és un motiu foliar amb un eix de simetria vertical, utilitzat cap a 1460 al guardapols del retaule de Terrassa, i que Bernat Martorell va fer servir a la taula de la resurrecció de Crist de Santa Maria del Mar entre 1449 i 1452.

### Tema
L'obra està totalment dedicada als sants protectors dels dos gremis que la finançaven, Sant Bernadí de Siena i l'Àngel Custodi.
Bernardí de Siena era un sant contemporani que havia mort l'1 d'abril de 1445. A Catalunya, la Corona d'Aragó i tots els seus dominis mediterranis, la seva història es va estendre a partir de la difusió que en va fer l'humanista sienès Barnabó, qui va realitzar una biografia per al rei Alfons el Magnànim. D'aquest sant se'n varen fer moltes representacions a València, Mallorca, i destaca especialment el Retaule de Sant Bernadí de Càller.
La presència a Sardenya dels ordes religiosos mendicants amb culte a Sant Bernadí, canonitzat el 1450, varen donar l'oportunitat de realitzar entre 1456 i 1465 l'esmentat retaule a mans dels catalans Joan Figuera i Rafel Thomàs, dos pintors sards de l'escola de Stampace, que havien arribat a l'illa un any abans i havien pintat un important retaule per a l'església de Sant Francesco de Stampace de Càller (Sardenya), actualment hostatjat a la Pinacoteca nacional de Cagliari. Aquesta obra es realitzà quan a Sardenya l'ambient artístic era de fervent creativitat i sintetitza la influència heterogènia flamenca i catalana dictada per Huguet, qui posteriorment realitzaria també un retaule amb l'advocació d'aquest sant.
El mateix Huguet ja havia representat a sant Bernadí en una escena del Retaule de Sant Antoni Abat, destruït el 1936. A la catedral de Barcelona es conserva el Retaule de Santa Clara i Santa Caterina amb una imatge del sant, obra de Pere Garcia de Benavarri de 1456. Però el millor exemple probablement és la representació que va fer-ne el seu amic i coetani Sano di Pietro i que es considera un retrat real del sant, ja que va ser pintat poc després de la seva mort.

## Descripció de les taules
El conjunt de taules i fragments permet reconstruir com hauria sigut el retaule original, seguint la descripció de la visita pastoral de 1530. L'estructura que tenia era igual a la del Retaule del Conestable del mateix Huguet i realitzats a la mateixa època. El cos central estava format per una taula central amb els sants titulars i dues taules a cadascun dels carrers laterals, les de l'esquerra o costat de l'Evangeli amb escenes de l'Antic Testament amb intervenció de l'Àngel custodi i les dues de la dreta o costat de l'Epístola amb escenes de la vida del sant. L'àtic hauria estat format per tres taules amb un calvari central i les taules dels costats amb escenes de similar criteri a les del cos central, és a dir, escenes de l'Àngel custodi a l'esquerra i de Sant Bernadí a la dreta.

### Taula central

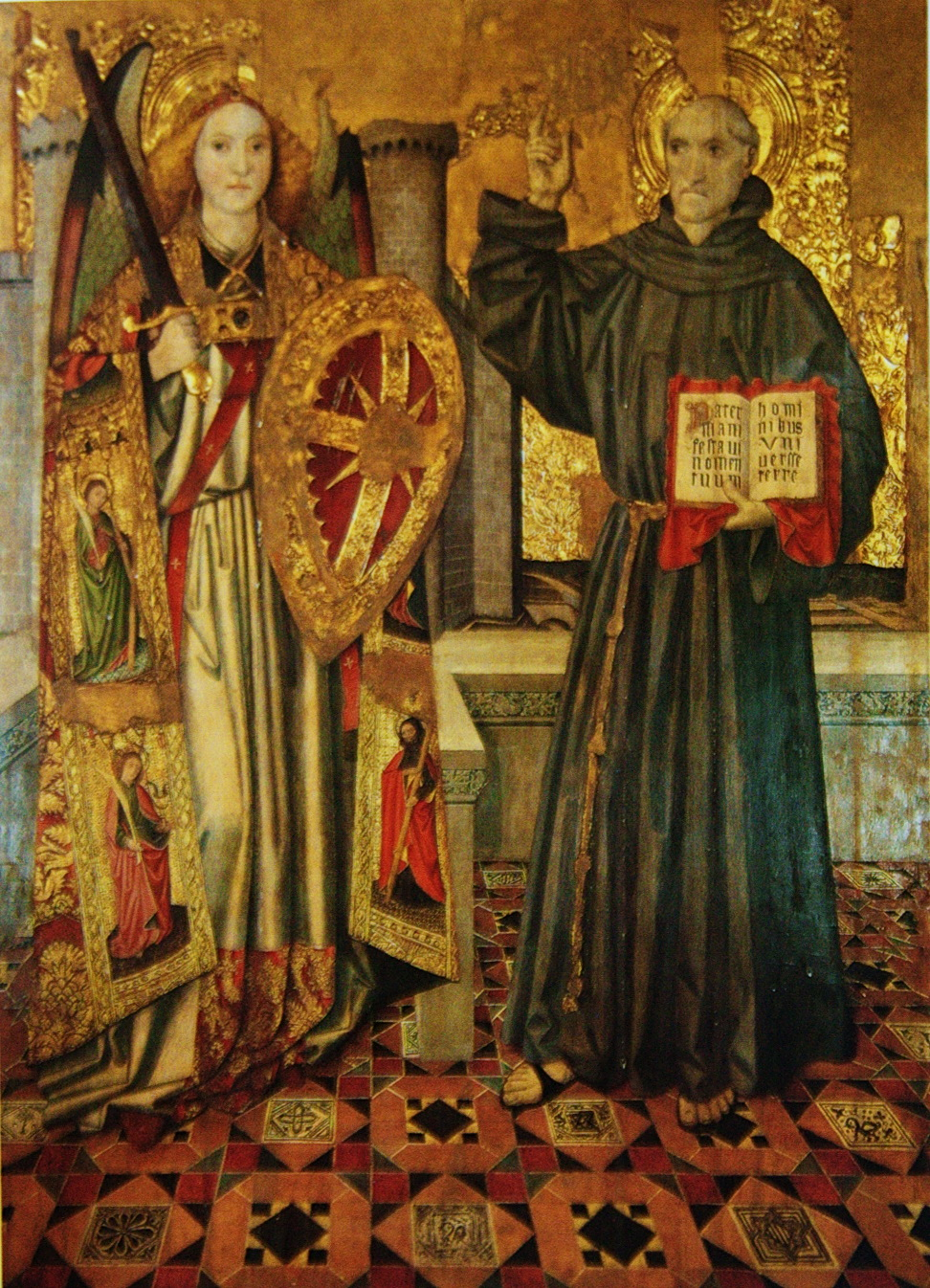
Taula central amb l'Àngel Custodi i Bernadí de Siena

A la taula central es mostren les figures dels dos personatges objecte de veneració de cadascun dels gremis dels esparters i dels vidriers en una realització molt ben resolta. Les figures estan dempeus, en una terrassa amb un enrajolat de cairons multicolor que ajuda a aconseguir perspectiva.
Pel que fa als personatges, a l'esquerra hi ha l'Àngel Custodi vestit amb una dalmàtica blanca i ajustada, i una molt ornamentada capa pluvial amb una orla brodada. Al cap porta una diadema i empunya una espasa de fil platejat a la mà dreta, mentre a l'esquerra porta un escut amb el signe de la Creu i a la mà dreta branda una espasa de fil acerat i empunyadura daurada. De la seva esquena sobresurten les dues ales de color verdós. Darrere seu s'observen dues torres que podrien representar la ciutat de Barcelona, sota la seva protecció. Una simbologia que fa referència a la llegenda antiga, documentada l'any 1466, segons la qual Sant Vicenç Ferrer va arribar a la porta de la ciutat, posteriorment anomenada «Portal de l'Àngel», on va veure l'àngel que la custodiava per ordres de l'Altíssim.
Aquesta representació de l'àngel custodi armat amb espasa i escut és una combinació singular, ja que habitualment es representa només amb l'espasa.
A la dreta hi ha Sant Bernadí de Siena amb hàbit franciscà i un llibre obert a la seva mà esquerra protegit amb un pany de color vermell. El text que es pot veure correspon a l'antífona Pater manifestaui nomen tuum hominibus universse terra que els frares franciscans varen cantar el dia de la seva mort. La mà dreta apunta cap amunt on hi havia un disc en flames amb l'anagrama de Jesús fet en guix daurat, avui desaparegut.
Al fons del costat dret, darrere sant Bernadí, s'estén un paisatge planer amb conreus, al mig del qual s'aixequen unes torres altes amb fossar i un pont per superar-lo.

### Taules del costat de l'Evangeli
El compartiment superior de l'esquerra, costat de l'Evangeli, conté unes restes molt mutilades amb alguna escena referent a l'Àngel. Tan sols es conserva un fragment vertical del costat dret de la taula amb una escena complementària. S'hi veu en primer pla un personatge amb nimbe poligonal, propi de l'Antic Testament, agenollat amb un bàcul pastoral del qual penja un salteri. Gabriel Llompart el va identificar amb el profeta Elies quan va fugir al mont Horeb i se li va aparèixer l'àngel custodi per donar-li menjar, un passatge recollit a 1 Reis 19:5-7. En un segon pla l'àngel acompanyant el profeta en la seva travessia del desert.［1 Reis 19:3-18］
Tot i desconèixer de quin passatge es tracta, s'especula que sigui una escena anterior a la destrucció de Sodoma i Gomorra que figura a la taula inferior del mateix costat.
Aquesta segona taula presenta la fugida de la família de Lot abans de la destrucció de Sodoma i Gomorra. Lot, la seva esposa i les dues filles fugiren de Sodoma cap a Segor a causa del clima de corrupció que s'havia instal·lat a la ciutat, quan veien com una tempesta de cendra, foc, llamps i trons la destruïa. La seva dona es convertí en una estàtua de sal per mirar enrere mentre es destruïa la ciutat tal com li havien prohibit els àngels.［Gènesi 19:15-26］ Aquesta història exemplifica la creença de la major curiositat de les dones i podria estar inspirada en el mite d'Orfeu i Eurídice.
És destacable el color blanquinós de la dona convertida en sal i el fort realisme de la pintura.
A la taula inferior es representa el pas del mar Roig del poble hebreu en la seva fugida d'Egipte.
Els jueus arribaren a Piahirot, prop del Mar Roig i acamparen davant de Baal-Sefon. El faraó escoltà els precs del seu poble que clamava venjança, armà el seu exèrcit i comença una persecució dels hebreus. Quan aquests sentiren retronar l'exèrcit que s'acostava, es varen adreçar a Moisès, ja que el mar els barrava el pas. Aleshores, Moisès estengué els seus braços sobre el mar i començà a bufar un vent de ponent molt fort que enretirà les aigües, i quedaren dividides per mostrar un pas segur per travessar-lo. Ràpidament, els hebreus van ficar-se dins i van començar la travessia a peu sec. Quan van arribar els egipcis, el faraó va decidir perseguir els israelians i també van entrar al pas del mar obert per Moisès. Quan tot el poble jueu va haver passat, Moisès va estendre de nou els braços sobre el mar i les aigües van tornar al seu lloc, ofegant i destruint tot l'exèrcit egipci.［Èxode 14:15-31］ La imatge capta el moment final amb l'àngel i el núvol que va fer de guia, presents.
Aquestes dues taules, «fugida de Lot» i «pas del mar Roig», presenten un atapeïment i compressió de grups de personatges que no guarden una proporció d'escala respecte als paisatges que les ambienten. En el cas de la «fugida de Lot», la desproporció dels personatges amb la porta de la ciutat de Segor és tan gran que es podria pensar en una mala distribució de l'espai, un fet que també s'observa, dins del retaule dels sants Abdó i Senén, a la taula en què els sants són llençats a les feres.
- Taula superior del costat esquerre
- La família de Lot
- El pas del mar Roig

### Taules del costat de l'Epístola
Al costat dret s'ubiquen les imatges referents a sant Bernadí de Siena.
A la taula superior del carrer dret es veu l'aparició d'un sant Papa, si bé és una escena secundària de la taula. L'escena principal, avui perduda, sembla que va ser l'aparició de sant Pere Celestí, ocorreguda als Abruços, a finals de la vida de sant Bernadí. Aquesta proposta contrasta amb la composició molt diferent d'un fresc coetani de Giangiacomo da Lodi, que representa l'episodi, però que conté elements complementaris, com ara la cabana on té lloc l'aparició i la figura de diaca amb l'atribut dels grillons, com s'acostuma a representar a sant Lleonard. La ciutat que representa Huguet al fons es considera que és l'Aquila, capital dels Abruços, identificable per les àligues heràldiques que flanquegen el portal.
La segona representa el miracle de Rieti, la curació de la filla de Giovanni Antonio Petrucci, la qual patia dues terribles úlceres. Aquest miracle va tenir lloc al convent dels franciscans de Rieti.
L'escena inferior conté un episodi de la curació d'un paralític que se sustenta sobre un baiard, un fet miraculós que va ser repetit diverses vegades pel sant; les mutilacions sofertes per la taula dificulten l'exacta interpretació de la seva iconografia.

- Aparició de Sant Pere Celestí
- Curació de la filla de Giovanni Petrucci
- Curació d'un paralític

### Predel·la
La predel·la està composta per tres taules; les dels extrems, segueixen la temàtica dels seus carrers, és a dir, una escena relativa a l'àngel a l'esquerra i una relativa a la vida de sant Bernadí al carrer dret. L'escena central és de temàtica mariana i mostra una pietà.
L'escena relativa a l'àngel a la predel·la és d'una singularitat que dificulta la seva interpretació iconogràfica.
Representa l'interior d'una capella on s'observa un absis i un retaule amb un calvari, ocupant l'únic espai lliure de la taula, configurant, com a altres taules laterals d'aquest costat, un ambient opressivament carregat. Els personatges principals són un cavaller i l'àngel; el primer vesteix armadura daurada i està agenollat davant de l'àngel qui, dempeus davant l'altar, aixeca la mà al cel en sentit amonestador. Acompanyant al cavaller, hi ha un home en segon pla que sosté un cabasset decorat amb una garlanda i una corona reial. Darrere d'aquest personatge i ja fora del recinte de la capella, es veuen dos escuders al costat d'un corser ensellat els quals observen tota l'escena. En tractar-se d'una composició que no guarda relació amb els episodis de l'àngel, i un cop descartat que pugui ser un comitent, ja que el retaule va ser finançat pel gremi, s'ha suposat que es tractaria del sobirà vigent, sobre la base dels atributs reials del cavaller. Ara bé, el rei era en aquell moment Joan el Sense Fe, un monarca profundament enfrontat amb els catalans i amb el Consell de Cent el qual havia tramès una carta al papa descrivint-lo com Ipso Nerone Neronior -més Neró que el mateix Neró-, raó que fa descartar que sigui la imatge del rei d'Aragó.
A partir d'aquí, els historiadors Pau Verrié i Joan Ainaud de Lasarte varen analitzar diferents opcions fins a proposar la identificació del personatge d'aquesta escena amb Pere IV de Catalunya, qui va encarregar el Retaule del Conestable al mateix Jaume Huguet.
Abans, però, havien descartat Carles, el Príncep de Viana, fill del rei i lloctinent de Catalunya, que tot i comptar amb les simpaties dels barcelonins, tant per la seva oposició al rei com per les seves afeccions culturals i literàries, resulta difícil relacionar-lo amb els atributs militars del personatge de la taula i també amb la corona reial, ja que tan sols era lloctinent. També es va descartar Enric IV de Castella, nomenat rei durant la guerra civil catalana, ja que va ser un personatge poc estimat pel seu pactisme amb l'enemic, Joan el sense Fe i per la seva consegüent dimissió. El tercer governant català alternatiu a l'oficialista Joan va ser Renat I d'Anjou del qual es conserven retrats que descarten aquesta opció, a més, la seva devoció era cap a sant Bernadí i no cap a l'àngel, com en aquest cas.
Una informació addicional, que reforça la identificació amb el rei Pere, està relacionada amb la devoció cap a l'àngel custodi. Pere va encarregar els darrers mesos de la seva vida una talla de l'àngel a Joan Claperós. També va encarregar una imatge per al Portal de l'Àngel de Barcelona la qual va ser instal·lada el novembre de 1466. El nom d'aquest accés a la ciutat li va ser atribuït el 30 de gener de 1466 per iniciativa de Pere el Conestable en agraïment pel fi d'una epidèmia a la ciutat.
Davant la fràgil consistència en identificar aquesta escena amb alguna figura contemporània, Gabriel Llompart opina que es tracta d'una escena dedicada a l'àngel, tal com efectivament li correspon per estar al costat esquerre. Més concretament, es tracta de l'escena del penediment del rei David després d'haver ordenat fer un cens dels jueus.［2 Samuel 24:17-19］ Aquesta interpretació ve reforçada per Joan Molina i Figueras qui relaciona l'escena de David amb l'escena d'Elies -a la taula superior d'aquest carrer- mitjançant el text d'un ofici litúrgic medieval compost a Barcelona, on s'esmenten un i altre personatge a dos responsoris de maitines.
La Pietà del compartiment central de la predel·la és similar a la mateixa imatge del Retaule de Sant Esteve fet per a la confraria dels freners i que és l'única taula supervivent, actualment a la Catedral de Barcelona. Amb ella comparteix no només l'estofat daurat, sinó també figures com els caps de la Mare de Déu, sant Joan i un sant amb nimbe poligonal que es veu a la part dreta d'ambdues peces.
L'escena dedicada a sant Bernadí al costat de l'Epístola de la predel·la representa un dels miracles més destacats del sant que va tenir lloc a Màntua, a la riba del Mincio, durant la quaresma de l'any 1420. En aquella època, sant Bernadí havia anat a Màntua a predicar. Es va allotjar al convent de Santa Maria delle Grazie, situat al llac, a la riba oposada a la ciutat, i per desplaçar-se havia de fer servir una barca. Tot i que el barquer acostumava a no cobrar als frares, un dia es va negar a fer-ho i el sant va estendre la seva capa sobre l'aigua i va passar a l'altra riba caminant sobre ella acompanyat per un altre frare.
A la pintura va acompanyat per dos frares, la qual cosa fa pensar que Huguet va comptar amb altres fonts per realitzar la composició.

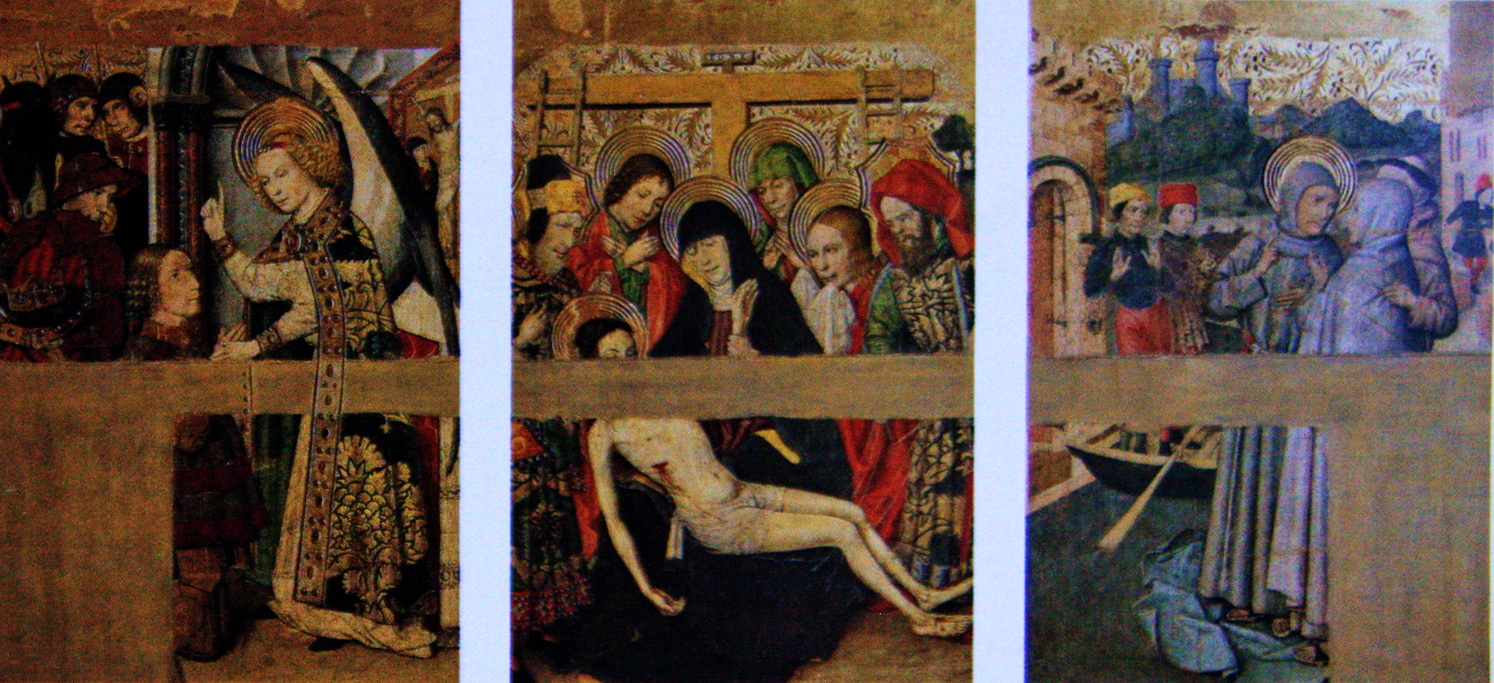
Predel·la